# Rivière Minguy
Pour les articles homonymes, voir Minguy.
La rivière Minguy est un affluent de la rive sud-est de la rivière du Sud, laquelle coule vers le nord-est jusqu'à la rive sud du fleuve Saint-Laurent.
La rivière Minguy coule dans la municipalité de Montmagny, dans la municipalité régionale de comté (MRC) de Montmagny, dans la région administrative de Chaudière-Appalaches, au Québec, au Canada.

## Géographie
Les principaux bassins versants voisins de la rivière Minguy sont :
- côté nord : rivière des Perdrix, Bras Saint-Nicolas, rivière du Sud (Montmagny), fleuve Saint-Laurent ;
- côté est : rivière des Perdrix, Bras Saint-Nicolas ;
- côté sud : rivière des Poitras, rivière Morigeau ;
- côté ouest : rivière du Sud (Montmagny).

La rivière Minguy prend sa source dans la partie est de la municipalité de Montmagny, près de la limite de Cap-Saint-Ignace.
À partir de sa source, la rivière Minguy coule sur 23,1 km, répartis selon les segments suivants :
- 6,2 km vers l'ouest dans Montmagny, jusqu'à la route 283 ;
- 3,5 km vers le nord-ouest, jusqu'à la route Trans-Comté ;
- 5,0 km vers le sud-est, jusqu'à une route de Montmagny ;
- 5,3 km vers le sud-ouest, jusqu'à une route ;
- 2,4 km vers le nord, jusqu'à une route ;
- 0,7 km vers le nord-ouest, jusqu'à sa confluence.

La rivière Minguy se déverse sur la rive sud de la rivière du Sud (Montmagny). Cette confluence est située en amont du pont de l'autoroute 20, en aval de la confluence du ruisseau Miscou et en aval du pont de la rue Principale.

## Toponymie
Le toponyme rivière Minguy a été officialisé le 5 décembre 1968 à la Commission de toponymie du Québec.